# 글로벌 엔트리

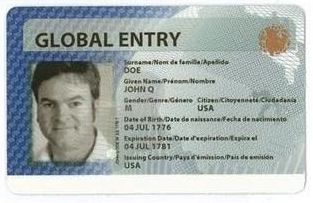
글로벌 엔트리 멤버십 카드

글로벌 엔트리(Global Entry)는 미국 세관 및 국경 보호국(U.S. Customs and Border Protection/CBP)에서 시행하는 'Trusted Traveler Program'중 하나이다.
미국 시민권자 및 영주권 대상이지만 대한민국을 포함한 몇몇 특정 국가의 국민도 신청 가능하고 인터뷰는 미국 입국시 공항에서만 진행된다.

## 신청 가능 국가

글로벌 엔트리 또는 NEXUS에 참가 중인 국가
글로벌 엔트리 참가 예정 국가

2020년 3월 기준으로 다음 국가가 글로벌 엔트리를 신청할 수 있다.
- 아르헨티나
- 콜롬비아
- 독일
- 인도
- 멕시코
- 파나마
- 싱가포르
- 대한민국
- 스위스
- 중화민국
- 영국 (영국 시민 전용[2])
- 미국 (영주 시민)

## 혜택
신청시 $100의 수수료가 들어가며 신분 조회 및 인터뷰를 거쳐 승인되면 5년간 유효한 자격이 주어지고 다음의 혜택을 누릴 수 있다.
- 대면 입국 심사를 위한 줄을 서지 않고 별도의 KIOSK장비서 수속하므로 수분내 진행 가능
- 작성 및 제출해야 하는 서류 없음
- 다른 일부 국가에서 급행 입국 혜택 가능
- 미국내 주요/대도시 공항에서 시행중임
- 입국시 대기 시간이 현저하게 줄어듦
- 'TSA-PRE' 프로그램에도 자동 가입되어 미국 공항 이용시 보안 검색대에서 별도의 급행 LINE 이용 가능
- 보안 검색대에서 신발이나 외투를 벗거나 노트북 등을 꺼낼 필요가 없음